# Salak II
Salak II is een bestuurslaag in het regentschap Pakpak Bharat van de provincie Noord-Sumatra, Indonesië. Salak II telt 1765 inwoners (volkstelling 2010).